# Magnus Troest
Magnus Troest (Copenaghen, 5 giugno 1987) è un calciatore danese, difensore della Nocerina.

## Biografia
È fratello dell'ex calciatore Jonas e di Stina Troest, atleta specializzata nei 400 metri ostacoli.

## Carriera

### Club
Inizia a giocare in vari club di Copenaghen, poi passa nel B93.
Nell'estate del 2003 si sposta in Inghilterra per giocare con l'Aston Villa; firma un contratto di tre anni con la squadra inglese ma viene inserito solo nella formazione giovanile e non debutta mai in prima squadra.
Nel maggio del 2005 torna in Danimarca per giocare con il Midtjylland nella Superligaen. Nell'ottobre del 2005 fa il suo debutto nel massimo campionato danese dopo aver trascorso i primi mesi nelle giovanili della formazione di Herning. Dalla seconda metà del campionato 2005-2006 è titolare fisso nella formazione danese e, nel marzo 2006, segna il suo primo gol contro l'Aarhus. Verrà premiato nell'arco di questa stagione come "Giocatore under-19 danese dell'anno".
Nel luglio del 2008, dopo 75 presenze nella prima divisione danese, viene acquistato a titolo definitivo dal Parma con cui firma un contratto quinquennale: successivamente, la squadra emiliana cede metà del cartellino al Genoa, pur mantenendolo nelle sue file per affrontare il campionato di Serie B. Segna il primo gol nel Parma in Coppa Italia contro il Catania e con un colpo di testa realizza la prima rete in campionato contro l'Avellino. Con i ducali ottiene la sua prima promozione in Serie A in carriera.
Nel giugno 2009 il Genoa ne acquista l'intero cartellino, risolvendo la comproprietà alle buste, e il successivo 30 agosto il Recreativo Huelva annuncia il suo arrivo in prestito. Con la squadra spagnola disputa 25 presenze condite da una rete. A fine stagione il prestito non viene riscattato e il giocatore torna in Italia.
Il 19 luglio 2010 passa dal Genoa all'Atalanta con la formula del prestito con diritto di riscatto della compartecipazione.
Fa il suo esordio con la maglia nerazzurra il 25 settembre 2010 nella partita che ha visto l'Atalanta affrontare all'Atleti Azzurri d'Italia la Reggina (1-1). A causa di forfait di qualche suo compagno di ruolo, Troest viene costantemente impiegato dal tecnico atalantino Stefano Colantuono, soprattutto nella prima parte di stagione. Segna il suo primo (e unico) gol con la maglia nerazzurra il 21 maggio 2011 contro il Cittadella con un gran colpo di testa. Conclude la stagione con 25 presenze (tutte in campionato) e con la vittoria del campionato cadetto. Scaduto il prestito, la società bergamasca decide di non riscattare la metà del giocatore, facendolo ritornare al Genoa.
Il 29 luglio 2011 passa al Varese con la formula del prestito con diritto di riscatto. Esordisce con la nuova maglia il 14 agosto, nell'incontro valido per il Secondo Turno di Coppa Italia, persa dai varesini per 1-0 contro l'Avellino. In campionato l'esordio avviene alla seconda giornata, giocando tutti i novanta minuti contro il Crotone (0-0). Il 31 gennaio 2012 trova i primi gol con la maglia biancorossa nella vittoria 3 a 1 sul campo del Livorno.
Il 20 giugno 2012 il Varese esercita il diritto di riscatto, acquistandolo dal Genoa a titolo definitivo.
Il 7 agosto 2013 la Virtus Lanciano comunica, tramite il proprio sito web, l'ingaggio del danese, il quale firma un contratto annuale.
Il 3 agosto 2015 viene ceduto al Novara, squadra neopromossa in Serie B. Con la società piemontese, raccoglie in tre stagioni 108 presenze segnando 4 reti.
Il 25 agosto del 2018, scende di categoria in Serie C, venendo ingaggiato dalla Juve Stabia, con cui firma un contratto biennale. Con le vespe ottiene a fine stagione la promozione in Serie B.
Il 9 febbraio 2023 viene ingaggiato dal Nola con cui firma un contratto fino al termine della stagione. Tuttavia non potrà giocare col club bruniano poiché la firma di un ex professionista sarebbe dovuta arrivare entro il 31 gennaio. Al 30 giugno 2023 rimane così svincolato senza aver potuto giocare nemmeno una partita con i bianconeri. 
Il 26 luglio 2023 arriva la firma con la Cavese.
Il 17 gennaio 2024 lascia il Pompei per andare alla Nocerina dove ritroverà papà Cocc come direttore.

### Nazionale
Ottiene la prima convocazione nella Nazionale danese Under-16 nell'ottobre del 2002, quando giocava nel B93. Successivamente ha giocato con le Nazionali Under-17, Under-18, Under-19 ed Under-21, con quest'ultima selezione, raccoglie tra il 2006 e il 2008, diciotto presenze segnando due reti.

## Statistiche

### Presenze e reti nei club
Statistiche aggiornate al 9 marzo 2025.
| Stagione               | Squadra                | Campionato             | Campionato | Campionato | Coppe nazionali | Coppe nazionali | Coppe nazionali | Coppe continentali | Coppe continentali | Coppe continentali | Altre coppe | Altre coppe | Altre coppe | Totale | Totale |
| Stagione               | Squadra                | Comp                   | Pres       | Reti       | Comp            | Pres            | Reti            | Comp               | Pres               | Reti               | Comp        | Pres        | Reti        | Pres   | Reti   |
| ---------------------- | ---------------------- | ---------------------- | ---------- | ---------- | --------------- | --------------- | --------------- | ------------------ | ------------------ | ------------------ | ----------- | ----------- | ----------- | ------ | ------ |
| 2005-2006              | Midtjylland            | SL                     | 16         | 2          | CD              | 0               | 0               | CU                 | 0                  | 0                  |             | -           | -           | 16     | 2      |
| 2006-2007              | Midtjylland            | SL                     | 30         | 1          | CD              | 0               | 0               |                    | -                  | -                  |             | -           | -           | 30     | 1      |
| 2007-2008              | Midtjylland            | SL                     | 29         | 3          | CD              | 0               | 0               | CU                 | 6                  | 1                  |             | -           | -           | 35     | 4      |
| Totale Midtjylland     | Totale Midtjylland     | Totale Midtjylland     | 75         | 6          |                 | 0               | 0               |                    | 6                  | 1                  |             | -           | -           | 81     | 7      |
| 2008-2009              | Parma                  | B                      | 29         | 2          | CI              | 1               | 1               |                    | -                  | -                  |             | -           | -           | 30     | 3      |
| 2009-2010              | Recreativo Huelva      | SD                     | 25         | 1          | CR              | 3               | 0               |                    | -                  | -                  |             | -           | -           | 28     | 1      |
| 2010-2011              | Atalanta               | B                      | 25         | 1          | CI              | 0               | 0               |                    | -                  | -                  |             | -           | -           | 25     | 1      |
| 2011-2012              | Varese                 | B                      | 37+3       | 2+0        | CI              | 1               | 0               |                    | -                  | -                  |             | -           | -           | 41     | 2      |
| 2012-2013              | Varese                 | B                      | 34         | 5          | CI              | 1               | 0               |                    | -                  | -                  |             | -           | -           | 35     | 5      |
| Totale Varese          | Totale Varese          | Totale Varese          | 71+3       | 7+0        |                 | 2               | 0               |                    | -                  | -                  |             | -           | -           | 76     | 7      |
| 2013-2014              | Lanciano               | B                      | 38         | 3          | CI              | 0               | 0               |                    | -                  | -                  |             | -           | -           | 38     | 3      |
| 2014-2015              | Lanciano               | B                      | 41         | 0          | CI              | 2               | 0               |                    | -                  | -                  |             | -           | -           | 43     | 0      |
| Totale Virtus Lanciano | Totale Virtus Lanciano | Totale Virtus Lanciano | 79         | 3          |                 | 2               | 0               |                    | -                  | -                  |             | -           | -           | 81     | 3      |
| 2015-2016              | Novara                 | B                      | 37+2       | 1+0        | CI              | 2               | 0               |                    | -                  | -                  |             | -           | -           | 41     | 1      |
| 2016-2017              | Novara                 | B                      | 37         | 1          | CI              | 3               | 1               |                    | -                  | -                  |             | -           | -           | 40     | 2      |
| 2017-2018              | Novara                 | B                      | 26         | 1          | CI              | 1               | 0               |                    | -                  | -                  |             | -           | -           | 27     | 1      |
| Totale Novara          | Totale Novara          | Totale Novara          | 100+2      | 3          |                 | 6               | 1               |                    | -                  | -                  |             | -           | -           | 108    | 4      |
| 2018-2019              | Juve Stabia            | C                      | 33         | 1          | CI+CI-C         | 0               | 0               |                    | -                  | -                  | SC-C        | 1           | 0           | 34     | 1      |
| 2019-2020              | Juve Stabia            | B                      | 31         | 1          | CI              | 1               | 0               |                    | -                  | -                  |             | -           | -           | 32     | 1      |
| 2020-2021              | Juve Stabia            | C                      | 26+2       | 1          | CI              | 2               | 0               |                    | -                  | -                  |             | -           | -           | 30     | 1      |
| 2021-2022              | Juve Stabia            | C                      | 21         | 0          | CI-C            | 1               | 0               |                    | -                  | -                  |             | -           | -           | 22     | 0      |
| Totale Juve Stabia     | Totale Juve Stabia     | Totale Juve Stabia     | 111+2      | 3          |                 | 4               | 0               |                    | -                  | -                  |             | 1           | 0           | 118    | 2      |
| feb.-giu. 2023         | Nola                   | D                      | 0          | 0          | CI-D            | -               | -               |                    | -                  | -                  |             | -           | -           | 0      | 0      |
| 2023-2024              | Cavese                 | D                      | 30+3       | 6          | CI-D            | 1               | 0               |                    | -                  | -                  |             | -           | -           | 34     | 6      |
| 2024-gen. 2025         | Pompei                 | D                      | 18         | 2          | CI-D            | 1               | 0               |                    | -                  | -                  |             | -           | -           | 19     | 2      |
| gen.-lug. 2025         | Nocerina               | D                      | 8          | 0          | CI-D            | -               | -               |                    | -                  | -                  |             | -           | -           | 8      | 0      |
| Totale carriera        | Totale carriera        | Totale carriera        | 601+10     | 33         |                 | 20              | 2               |                    | 6                  | 1                  |             | 1           | 0           | 608    | 36     |

## Palmarès

### Club

#### Competizioni nazionali
- Campionato italiano di Serie B: 1

Atalanta: 2010-2011
- Serie C: 1

Juve Stabia: 2018-2019 (girone C)
- Serie D: 1

Cavese: 2023-2024 (girone G)